# Eva Nova
Eva Nova (31 de diciembre de 1916 – 30 de noviembre de 1996) fue una actriz y cantante italiana. Apareció en varias películas a finales de la década de 1940 y principios de la década de 1950.

## Filmografía
- The Holy Nun (1949)
- Le due madonne (1949)
- Destiny (1951)
- Pentimento (1952)
- Milanese in Naples (1954)
- Madonna delle rose (1954)
- Incatenata dal destino (1956)